# 波氏大吻鱥
波氏大吻鱥（学名：Rhynchocypris poljakowii）为輻鰭魚綱鯉形目雅羅魚科鱥屬的鱼类。分布於俄羅斯聯邦淡水流域，體長可達10公分，棲息在底中層水域，生活習性不明。